# De Tomaso P70
La De Tomaso P70 (conosciuta anche come De Tomaso Sport 5000 Fantuzzi Spyder o De Tomaso 70P) era una Vettura Sport realizzata nel 1965 dalla casa automobilistica De Tomaso.

## La storia

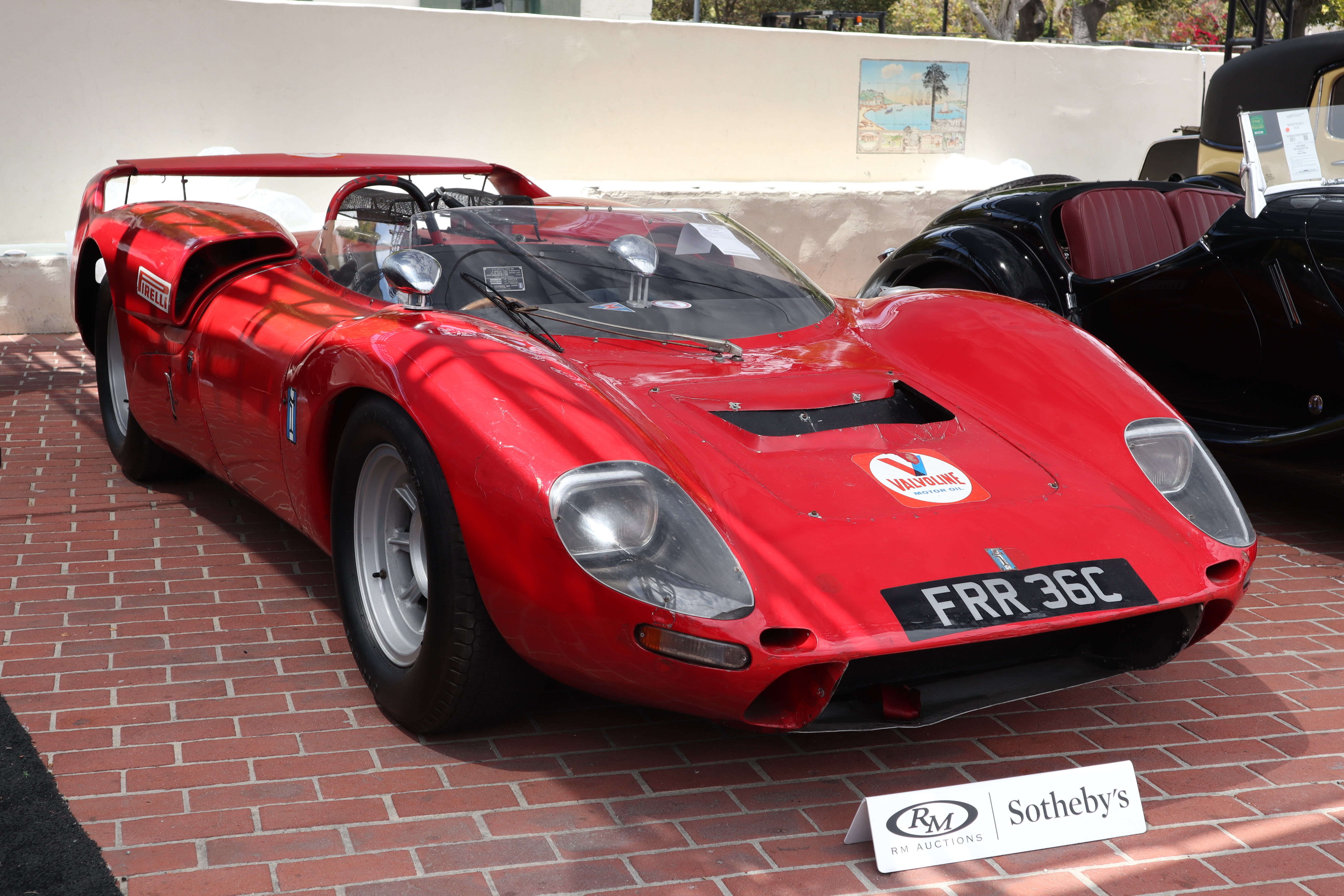
De Tomaso Sport 5000 Spyder del 1965

Tale vettura nacque da un'idea del progettista statunitense Peter "Pete" Brock, che lavorava presso il team del pilota e preparatore americano Carroll Shelby, per una rivisitazione della carrozzeria della Lang Cooper (una Cooper Monaco modificata e spinta da un motore Ford da 4,7 litri) utilizzata dalla squadra nelle competizioni in Nordamerica. La piccola Casa modenese, che fino ad allora aveva prodotto solo poche vetture da competizione e una cinquantina di coupé Vallelunga con motore Ford da un centinaio di cavalli, era desiderosa di fare un salto di qualità e sperava che, una volta realizzata la vettura e dimostratone il valore tecnico, gli americani l'acquistassero per sostituire le loro Lang Cooper a telaio tubolare, ormai al limite dello sviluppo.
Ma proprio nel 1965, Shelby venne coinvolto dalla Ford nel programma della Ford GT40, che fino ad allora aveva dato risultati deludenti. Il preparatore si dedicò completamente a questo nuovo incarico, mettendo da parte le sue vetture e i relativi progetti di sviluppo, cosicché Alejandro De Tomaso si trovò senza il principale destinatario della sua nuova Sport.
In seguito all'interesse suscitato, De Tomaso strinse quindi un accordo diretto con Pete Brock, che nel frattempo si aveva lasciato la Shelby American per fondare la Brock Racing Enterprises, per concedergli la rappresentanza esclusiva sul mercato statunitense: l'americano era intenzionato a produrne senza grossi problemi cinquanta esemplari per poterla omologare tra le GT invece che tra i prototipi e il prezzo di vendita fu indicato in 13000 $. Per seguire la realizzazione del protitipo, Pete Brock si trasferì in Italia per collaborare coi tecnici della Carrozzeria Fantuzzi, che l'avrebbero materialmente realizzato sulla base meccanica fornita da De Tomaso
Nonostante l'iscrizione del prototipo ad alcune gare, dei cinquanta esemplari della vettura rimasero solo il prototipo non marciante (era privo di motore e trasmissione) presentato all'inizio del 1965 con il nome di Sport 5000 Prototipo e il prototipo marciante presentato a novembre al Salone di Torino.

## Tecnica

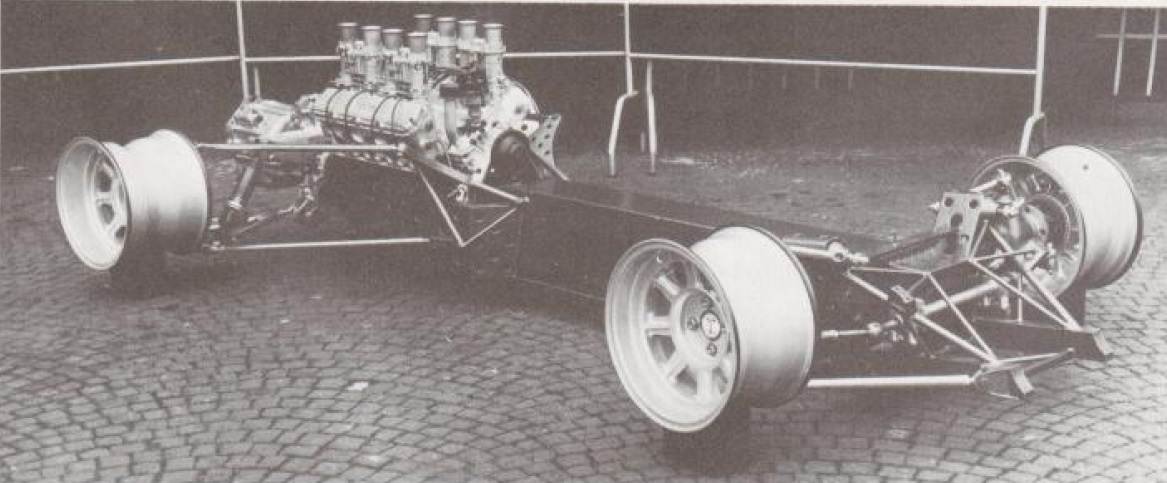
Il telaio monotrave e la meccanica completa della De Tomaso P70

Il punto di forza e la principale innovazione della "P70"/"Sport 5000" era il telaio monotrave in alluminio, ispirato a quello della Vallelunga, che prevedeva il motore posteriore centrale come elemento strutturale, come nelle auto da competizione degli anni settanta. Una soluzione simile era adottata dalla Lotus, ma la casa inglese non prevedeva il motore come elemento stressato, affidando a diramazioni del telaio il compito di reggere le sospensioni posteriori.
Dotata di carrozzeria in alluminio dalla linea molto aerodinamica con due grosse prese d'aria e l'ampio alettone posteriore mobile (comandato dalla leva del cambio - una soluzione in seguito vietata), la vettura fu progettata per accogliere motori Ford-Shelby V8 da 4.2 litri, 4.7 litri e 5.3 litri, fino ad arrivare ai 6,8 litri per la Can-Am (da qui il nome P70: Posteriore 7000). Alimentato da quattro carburatori Weber doppio corpo e accoppiato ad un cambio a cinque rapporti De Tomaso, la versione da 6.786 cm³ si supponeva sviluppasse 526 CV.

## Carriera agonistica

La De Tomaso Sport 5000 durante le prove del GP del Mugello 1966

Non potendo partecipare alle gare del Campionato del mondo sportprototipi in quanto concepita secondo i dettami del regolamento Gruppo 7 per la Can-Am, la P70 fu sottoposta a parecchie modifiche (soprattutto alla carrozzeria, che fu dotata di portiere e di quanto necessario alla circolazione stradale) e dotata del motore Ford di 4,7 litri per conformarsi al diverso regolamento gruppo 4 e permetterle di iscriversi alle gare del mondiale marche e fu pertanto ridenominata Sport 5000 Fantuzzi Spyder, ma la sola competizione a cui partecipò fu il GP del Mugello del 1966 con Roberto Bussinello alla guida, che fu costretto al ritiro al primo giro del lungo e provante circuito stradale toscano.
La Sport 5000 fu precedentemente iscritta anche alla 12 Ore di Sebring del 1966 per gli italiani Umberto Maglioli e Franco Bernabei e il belga Pierre Noblet e successivamente si decise di correre alla 1000 km di Monza del 1967 e avrebbero dovuto pilotarla Baghetti e Bussinello, ma in entrambe le occasioni la vettura non venne portata in pista, mentre la domanda di iscrizione alla 24 Ore di Le Mans 1966 non fu nemmeno accettata.

## Seguito
Il telaio della P70 divenne la base tecnica della De Tomaso Mangusta, che deve il suo nome al desiderio di rivalsa nei confronti del preparatore statunitense e delle sue Cobra: infatti la mangusta è un mammifero carnivoro famoso per essere uno dei pochi mammiferi in grado di cacciare i serpenti.
La carrozzeria originale della P70 priva di portiere e con il parabrezza minimalista, inutilizzabile sulla Sport 5000 (che per regolamento doveva essere pur utilizzabile su strada), rimasero nello stabilimento della De Tomaso a Modena fino al 2004, quando un collezionista italiano le acquistò e fece costruire una seconda P70 intorno a questi pezzi. In seguito le due vetture si sono ritrovate vicino quando hanno preso parte alla celebrazione del 50º anniversario della fondazione della De Tomaso, tenutosi nel maggio del 2009 e alla manifestazione "Spa-Italia 2011".